# Час Гходегаон
Час Гходегаон (Chas Ghodegaon, також Chas Narodi) — населений пункт в штаті Махараштра, округ Пуне.
Поруч знаходяться населені пункти Салгаон, Покхаркарваді та інші. Північніше знаходиться на річці Гходнаді водосховище Дімбха Дам, на березі якого розташований Амбегаон.
Селище сполучене з водосховищем зрошувальним каналом, в Гходегаоні переважно займаються сільським господарством.
Знаходиться в передгір'ї хребта із західної сторони міста Пуне.
В селищі регулярно проводяться індійські фестивалі.